# Justin Simonds
Justin Daniel Simonds (ur. 22 maja 1890 w Glen Innes, zm. 3 listopada 1967 w Melbourne) – australijski duchowny rzymskokatolicki, arcybiskup Hobart w latach 1937–1942, arcybiskup koadiutor Melbourne w latach 1942–1963, arcybiskup metropolita Melbourne w latach 1963–1967.

## Życiorys
Pochodził z Nowej Południowej Walii, gdzie był najmłodszym z szóstki dzieci małżeństwa nauczycieli. Podobnie jak zdecydowana większość ówczesnych australijskich katolików, jego rodzina pochodziła z Irlandii. W 1907 rozpoczął naukę w seminarium duchownym, zaś 30 listopada 1912 przyjął święcenia prezbiteratu, których udzielił mu arcybiskup metropolita Sydney Michael Kelly. 18 lutego 1937 papież Pius XI mianował go arcybiskupem Hobart, co oznaczało zwierzchnictwo nad całym Kościołem katolickim na Tasmanii. Sakry udzielił mu 6 maja 1937 abp Giovanni Panico, delegat apostolski w Australii i późniejszy kardynał. Simonds był pierwszym urodzonym w Australii katolickim arcybiskupem, wcześniej godność tę sprawowali w tym państwie tylko duchowni przybyli z innych krajów, przede wszystkim z Irlandii.
6 września 1942 został przeniesiony na urząd arcybiskupa koadiutora Melbourne, gdzie miał wspierać coraz bardziej sędziwego arcybiskupa metropolitę Daniela Mannixa. Równocześnie został arcybiskupem tytularnym Antinoë. Stolica Apostolska nie konsultowała decyzji o tej nominacji ani z Mannixem ani z Simondsem, obaj hierarchowie dowiedzieli się o niej po fakcie. Abp Mannix dość niechętnie powitał swojego koadiutora i nie zamierzał rezygnować z samodzielnego zarządzania archidiecezją. Simonds znalazł sobie wobec tego niszę, w której mógł działać swobodnie i samodzielnie. Było nią reprezentowanie australijskiego Kościoła na różnych spotkaniach międzynarodowych. W 1946 odbył podróż po Europie, w czasie której koordynował pomoc humanitarną udzielaną przez australijskich katolików zniszczonemu wojną kontynentowi. W 1949 na zaproszenie ministra spraw zagranicznych Herberta V. Evatta wziął udział w sesji Zgromadzenia Ogólnego ONZ jako specjalny doradca delegacji australijskiej. W latach 60. brał udział we wszystkich sesjach soboru watykańskiego II. Był także ważnym animatorem ruchu pielgrzymkowego w Australii, m.in. trzykrotnie osobiście przewodził australijskiej pielgrzymce do Rzymu.
6 listopada 1963 abp Mannix zmarł w wieku 99 lat, zaś Simonds po 21 latach spędzonych jako koadiutor został arcybiskupem metropolitą Melbourne. Miał już wtedy 73 lata i coraz bardziej podupadał na zdrowiu. Jako jeden z najważniejszych hierarchów katolickich w Australii dał się poznać jako zdecydowany przeciwnik upolityczniania katolicyzmu poprzez tworzenie partii politycznych czy ruchów społeczno-politycznych budujących swoją tożsamość na religii. Wolał sytuację, w której katolicy popierają partie zgodnie z własnym sumieniem, ale żadna z nich nie mieni się emanacją Kościoła. W 1966 przeszedł serię wylewów, po której zarządzanie archidiecezją stało się dla niego coraz trudniejsze. 13 kwietnia 1967 zrezygnował z urzędu i otrzymał tytularne biskupstwo Libertiny. Zmarł w listopadzie tego samego roku w wieku 77 lat.